# Antonio Pinto (compositore)
Antonio Pinto (Rio de Janeiro, 1967) è un compositore brasiliano.

## Biografia
È figlio del fumettista Ziraldo e fratello della regista Daniela Thomas.
Antonio Pinto è noto per aver composto le musiche di film brasiliani come Central do Brasil (1998), Disperato aprile (2001) e City of God (2002).  Nel 2005 ha iniziato a lavorare a Hollywood curando le musiche di Lord of War, 10 cose di noi, Perfect Stranger e L'amore ai tempi del colera, per il quale è stato candidato al Golden Globe 2008 con la canzone Despedida, scritta appositamente per la cantante colombiana Shakira.

## Filmografia parziale
- Central do Brasil, regia di Walter Salles (1998)
- Disperato aprile (Abril despedaçado), regia di Walter Salles (2001)
- City of God (Cidade de Deus), regia di Fernando Meirelles (2002)
- Collateral, regia di Michael Mann (2004)
- Lord of War, regia di Andrew Niccol (2005)
- 10 cose di noi (10 Items or Less), regia di Brad Silberling (2006)
- Perfect Stranger, regia di James Foley (2007)
- L'amore ai tempi del colera (Love in the Time of Cholera), regia di Mike Newell (2007)
- Senna, regia di Asif Kapadia (2010)
- Viaggio in paradiso (Get the Gringo), regia di Adrian Grünberg (2012)
- Snitch - L'infiltrato (Snitch), regia di Ric Roman Waugh (2013)
- The Host, regia di Andrew Niccol (2013)
- Self/less, regia di Tarsem Singh (2015)
- Amy, regia di Asif Kapadia (2015)
- McFarland, USA, regia di Niki Caro (2020)
- La fratellanza (Shot Caller), regia di Ric Roman Waugh (2017)
- Diego Maradona, regia di Asif Kapadia (2019)
- Il ragazzo che catturò il vento (The Boy Who Harnessed the Wind), regia di Chiwetel Ejiofor (2019)
- Joe Bell, regia di Reinaldo Marcus Green (2020)
- Nine Days, regia di Edson Oda (2020)
- The Mosquito Coast – serie TV, 17 episodi (2021-2023)
- Awake, regia di Mark Raso (2021)
- Flight Risk - Trappola ad alta quota (Flight Risk), regia di Mel Gibson (2025)